# Agapetus sarayensis
Agapetus sarayensis är en nattsländeart som beskrevs av Füsun Sipahiler 1996. Agapetus sarayensis ingår i släktet Agapetus och familjen stenhusnattsländor. Inga underarter finns listade i Catalogue of Life.